# Augustin Caluwaerts
Augustin Chrétien Jacques Caluwaerts (Lubbeek, 19 oktober 1856 - Zoutleeuw, 16 februari 1925) was een Belgisch volksvertegenwoordiger, burgemeester en arts.

## Levensloop
Caluwaerts promoveerde tot doctor in de geneeskunde en vestigde zich in Zoutleeuw.
Hij werd actief in de gemeentepolitiek. Verkozen tot gemeenteraadslid werd hij burgemeester van 1891 tot 1925.
In november 1918 volgde hij, als eerste opvolger, de in 1917 overleden Frans Schollaert op als katholiek volksvertegenwoordiger voor het arrondissement Leuven. Hij bekleedde het mandaat slechts tot aan de eerste naoorlogse wetgevende verkiezingen in 1919.